# Chrysopodes oswaldi
Chrysopodes oswaldi là một loài côn trùng trong họ Chrysopidae thuộc bộ Neuroptera. Loài này được Penny in Penny miêu tả năm 2002.